# Antonino Scaini
Antonino Scaini (Pordenone, 21 marzo 1915 – 19 agosto 1991) è stato un politico italiano, eletto nella V legislatura alla Camera dei deputati.

## Biografia
Segretario cittadino del Partito Comunista, decise l'espulsione di Pier Paolo Pasolini dal partito stesso per "indegnità morale".